# Maughold Head
Maughold Head är den östligaste punkten på Isle of Man. Den ligger på den nordöstra sidan av ön, 5 kilometer från Ramsey, på den södra delen av Ramseybukten. Maughold Head är den punkt på Isle of Man som är närmast England. På Maughold finns en obemannad fyr.  